# Lin Pei-wun
Lin Pei-wun (chiń. 林姵彣; pinyin Lín Pèiwén; ur. 25 listopada 1999) – tajwańska pływaczka.
Podczas mistrzostw świata w Kazaniu w 2015 roku na dystansie 200 m stylem klasycznym uzyskała w eliminacjach czas 2:39,19 i zajęła 43. miejsce.
Rok później, na igrzyskach olimpijskich w Rio de Janeiro z czasem 26,41 uplasowała się na 49. pozycji w konkurencji 50 m stylem dowolnym. Wystartowała na tym dystansie także w trakcie mistrzostw świata na krótkim basenie w Windsorze i zajęła 36. miejsce (25,59).